# Иня (приток на Об)
Иня е река в Русия, Южен Сибир, Кемеровска и Новосибирска област десен приток на река Об. Дължината ѝ е 663 km, която ѝ отрежда 107-о място по дължина сред реките на Русия.
Река Ина води началото си от източната, висока част на Кузнецката котловина, на 7 km северно от село Инюшки, Кемеровска област. В горното и средното си течение тече в северозападна посока по протежение на Кузнецката котловина. След навлизането си в Новосибирска област завива на запад, а след град Тогучин – на югозапад, като заобикаля от север Салаирския кряж (Салаирското възвишение). Влива се отдясно в река Об при неговия 2965 km, на 92 m н.в., в чертите на град Новосибирск.
Водосборният басейн на Иня обхваща площ от 17 600 km2, което представлява 0,59% от водосборния басейн на река Об. Във водосборния басейн на реката попадат части от териториите на Кемеровска и Новосибирска област.
Границите на водосборния басейн на реката са следните:
- на север – водосборните басейни на малки десни притоци на Об.
- на североизток и изток – водосборния басейн на река Том, десен приток на Об;
- на юг – водосборния басейн на река Чумиш, десен приток на Об;
- на югозапад – водосборния басейн на река Берд, десен приток на Об;

Река Иня получава 61 притока с дължина над 10 km, но само един от тях е с дължина над 100 km: река Ур (ляв приток) 102 km, 1360 km2, влива се при град Полисаево, Кемеровска област
Подхранването на река Иня е смесено, като преобладава снежното. Среден годишен отток при село Кайли, Новосибирска област (на 119 km от устието) 45,6 m3/s. Замръзва в началото на ноември, а се размразява в средата на април.
Средномесечен отток на река Иня (m3/s) при станция Берьозовка, за последните 40 години
По течението на реката в са разположени множество населени места:
- Кемеровска област – градовете Полисаево и Ленинск-Кузнецки: посьолоки Инской, Грамотеино и Промишленная (районен център)
- Новосибирска област – градовете Тогучин и Новосибирск

При пълноводие е плавателна за малки съдове. Поради това, че горното течение на Иня преминава през средата на Кузнецкия въглищен басейн водите ѝ са силно замърсени с органични и химически вещества.